# Planet in Peril: Battle Lines
Planet in Peril: Battle Lines – kontynuacja filmu dokumentalnego Planet in Peril, która miała premierę 11 grudnia 2008 roku na antenie CNN. 
Anderson Cooper z CNN, Sanjay Gupta oraz Lisa Ling z National Geographic Explorer przedstawiają w dokumencie miejsca, gdzie bogactwa naturalne są marnowane i stają się przedmiotem konfliktów. Prezentowane raporty pochodzą z wielu miejsc, w tym z Alaski, Afryki oraz Grenlandii.
Szczegółowo omówione są kwestie m.in.: wydobycia ropy na Alasce, zanieczyszczenia powietrza w Peru, wymierania ssaków oraz zabijania słoni w Afryce.